# NGC 5346
NGC 5346 في الفهرس العام الجديد، هي مجرة، تقع في كوكبة السلوقيان. اكتشفت في 18 مايو 1881 بواسطة إدوارد ستيفان.

## روابط خارجية
- NGC 5346 على موقع ويكي سكاي: DSS2, SDSS, GALEX, IRAS, Hydrogen α, X-Ray, Astrophoto, Sky Map, Articles and images